# نورث أميتيفيل (نيويورك)
نورث أميتيفيل (بالإنجليزية: North Amityville CDP, New York)‏ هي منطقة سكنية تقع بولاية نيويورك في الولايات المتحدة. تبلغ مساحتها 6.1 كم2، وترتفع عن سطح البحر 10 م، بلغ عدد سكانها 17,862 نسمة في عام 2010 حسب إحصاء مكتب تعداد الولايات المتحدة وتصل الكثافة السكانية فيها 2,928.2 نسمة لكل كيلومتر مربع (7,584.0/ميل2).

## التركيبة السكانية
حدّد مكتب تعداد الولايات المتحدة بيانات التركيبة السكانية لنورث أميتيفيل في تعداد الولايات المتحدة. في ما يلي، التركيبة السكانية حسب تعدادي 2000 و2010.

### تعداد عام 2000
بلغ عدد سكان نورث أميتيفيل 16,572 نسمة بحسب تعداد عام 2000، وبلغ عدد الأسر 5,045 أسرة وعدد العائلات 3,462 عائلة مقيمة في المنطقة السكنية. في حين سجلت الكثافة السكانية 2,716.7 نسمة لكل كيلومتر مربع (7,036.2/ميل2). وبلغ عدد الوحدات السكنية 5,308 وحدة بمتوسط كثافة قدره 870.2 لكل كيلومتر مربع (2,253.8/ميل2).
وتوزع التركيب العرقي للمنطقة السكنية بنسبة 18.65% من البيض و68.71% من الأمريكيين الأفارقة و1.10% من الأمريكيين الأصليين و1.04% من الأمريكيين ذوي الأصول الآسيوية و0.07% من سكان جزر المحيط الهادئ و5.67% من الأعراق الأخرى و4.76% من عرقين مختلطين أو أكثر و13.53% من الهسبانيون أو اللاتينيون من أي عرق.
بلغ عدد الأسر 5,045 أسرة كانت نسبة 43.8% منها لديها أطفال تحت سن الثامنة عشر تعيش معهم، وبلغت نسبة الأزواج القاطنين مع بعضهم البعض 37.5% من أصل المجموع الكلي للأسر، ونسبة 25.6% من الأسر كان لديها معيلات من الإناث دون وجود شريك، بينما كانت نسبة 5.5% من الأسر لديها معيلون من الذكور دون وجود شريكة وكانت نسبة 31.4% من غير العائلات. تألفت نسبة 25.7% من أصل جميع الأسر من عدة أفراد يعيشون في نفس المنزل ونسبة 12% كانت تتألف من شخص يعيش بمفرده يبلغ من العمر 65 عاماً أو أكثر. وبلغ متوسط حجم الأسرة المعيشية 3.24، أما متوسط حجم العائلات فبلغ 3.84.
بلغ العمر الوسطي للسكان 32.8 عاماً. وكانت نسبة 29.6% من القاطنين تحت سن الثامنة عشر، وكانت نسبة 9.1% بين الثامنة عشر والرابعة والعشرين عاماً، ونسبة 29.1% كانت واقعةً في الفئة العمرية ما بين الخامسة والعشرين والرابعة والأربعين عاماً، ونسبة 19.9% كانت ما بين الخامسة والأربعين والرابعة والستين، ونسبة 11% كانت ضمن فئة الخامسة والستين عاماً فما فوق. يوجد لكل 100 أنثى 83.9 ذكر، ويوجد لكل 100 أنثى في الثامنة عشر من عمرها فما فوق 78.1 ذكر.
بلغ متوسط دخل الأسرة في المنطقة السكنية 45,084 دولارًا، أما متوسط دخل العائلة فبلغ 49,901 دولارًا. وكان متوسط دخل الذكور 35,558 دولارًا مقابل 30,010 دولارًا للإناث. وسجل دخل الفرد الخاص بالمنطقة السكنية 16,826 دولارًا. وكانت نسبة 8.1% من العائلات ونسبة 10.9% من السكان تحت خط الفقر، وكان من هؤلاء نسبة 11.4% تحت سن الثامنة عشر ونسبة 11.9% في الخامسة والستين من العمر وما فوق.

### تعداد عام 2010
بلغ عدد سكان نورث أميتيفيل 17,862 نسمة بحسب تعداد عام 2010، وبلغ عدد الأسر 5,333 أسرة وعدد العائلات 3,655 عائلة مقيمة في المنطقة السكنية. في حين سجلت الكثافة السكانية 2,928.2 نسمة لكل كيلومتر مربع (7,584.0/ميل2). وبلغ عدد الوحدات السكنية 5,636 وحدة بمتوسط كثافة قدره 923.9 لكل كيلومتر مربع (2,392.9/ميل2).
وتوزع التركيب العرقي للمنطقة السكنية بنسبة 21.95% من البيض و58.92% من الأمريكيين الأفارقة و1.11% من الأمريكيين الأصليين و0.96% من الأمريكيين ذوي الأصول الآسيوية و0.09% من سكان جزر المحيط الهادئ و12.77% من الأعراق الأخرى و4.20% من عرقين مختلطين أو أكثر و28.51% من الهسبانيون أو اللاتينيون من أي عرق.
بلغ عدد الأسر 5,333 أسرة كانت نسبة 42.8% منها لديها أطفال تحت سن الثامنة عشر تعيش معهم، وبلغت نسبة الأزواج القاطنين مع بعضهم البعض 35.4% من أصل المجموع الكلي للأسر، ونسبة 25.6% من الأسر كان لديها معيلات من الإناث دون وجود شريك، بينما كانت نسبة 7.5% من الأسر لديها معيلون من الذكور دون وجود شريكة وكانت نسبة 31.5% من غير العائلات. تألفت نسبة 26.6% من أصل جميع الأسر من عدة أفراد يعيشون في نفس المنزل ونسبة 13% كانت تتألف من شخص يعيش بمفرده يبلغ من العمر 65 عاماً أو أكثر. وبلغ متوسط حجم الأسرة المعيشية 3.32، أما متوسط حجم العائلات فبلغ 3.95.
بلغ العمر الوسطي للسكان 34.4 عاماً. وكانت نسبة 27% من القاطنين تحت سن الثامنة عشر، وكانت نسبة 10.7% بين الثامنة عشر والرابعة والعشرين عاماً، ونسبة 26.9% كانت واقعةً في الفئة العمرية ما بين الخامسة والعشرين والرابعة والأربعين عاماً، ونسبة 23.1% كانت ما بين الخامسة والأربعين والرابعة والستين، ونسبة 12.2% كانت ضمن فئة الخامسة والستين عاماً فما فوق. وتوزع التركيب الجنسي للسكان بنسبة 46.1% ذكور و53.9% إناث.